# 黔中道 (中华民国)
黔中道，中华民国贵州省已撤消的道。
1913年9月，贵州省置大塘、长寨、平舟、三合四县。1914年4月置黔中道，治所在贵阳县（今贵州省贵阳市）。下辖三十县：贵阳、贵筑、修文、龙里、贵定、紫江、定番、大塘、广顺、长寨、罗斛、平越、瓮安、湄潭、余庆、遵义、绥阳、桐梓、仁怀、正安、都匀、平舟、炉山、荔波、麻哈、独山、三合、八寨、都江、丹江。辖境约当今贵州习水、仁怀、遵义、息烽、修文、贵阳、长顺、罗甸以东，道真、正安、湄潭、余庆、瓮安、荔波等市县以西地区。1915年，仁怀县析置鳛水县。1920年废。